# تفجيرات حمص فبراير 2017
شهدت مدينة حمص السورية يوم 25 فبراير 2017 سلسلة من التفجيرات الانتحارية إستهدفت مقرات أمن الدولة والأمن العسكري، قُتِل في التفجيرات ما لايقل عن 40 شخصاً معظمهم ضباط وعناصر من قوات النظام السوري. تبنت هيئة تحرير الشام هذه التفجيرات وقالت في حسابها على تطبيق تيليجرام، إن: «5 انغماسيين اقتحموا فرعي أمن الدولة والأمن العسكري بحمص مما أدى لمقتل أكثر من 40 بينهم رئيس فرع الأمن العسكري (حسن دعبول) وعدد من كبار الضباط وجرح 50.»

## تفاصيل الهجوم
تسلل 5 انغماسيين من هيئة تحرير الشام إلى منطقتي الغوطة والمحطة في مدينة حمص، ثم فجروا أنفسهم في مركزي أمن الدولة والأمن العسكري مما تسبب بمقتل اللواء حسن دعبول رئيس فرع الأمن العسكري، بينما أصيب رئيس فرع أمن الدولة العميد إبراهيم درويش.
وقال المرصد السوري لحقوق الإنسان إن: «المسلحين هاجموا فرع المخابرات العسكرية في حي المحطة بمدينة حمص، وقتلوا عنصراً في محرس الفرع، ليتجمع عناصر آخرون من الفرع فقام أول المهاجمين بتفجير نفسه بعناصر الفرع، ومن ثم تجمع عدد آخر من عناصر فرع المخابرات العسكرية مع سماع أصوات إطلاق رصاص في محيط مبنى الفرع، ليقوم مهاجم ثانٍ بتفجير نفسه، ودارت اشتباكات بين الطرفين فجر خلالها مهاجم ثالث لنفسه، وأسفرت هذه التفجيرات والاشتباكات عن مقتل ما لا يقل عن 30 في فرع المخابرات العسكرية، في حين قتل 12 على الأقل في فرع مخابرات أمن الدولة، بالإضافة لإصابة آخرين بجراح، ومن ضمن الجرحى، رئيس فرع أمن الدولة.»

## حصيلة القتلى
بعد ساعات قليلة من الهجوم قال المرصد السوري لحقوق الإنسان إن ما لايقل عن 42 جنديا قتلوا، بينما قال محافظ حمص طلال البرازي إن عدد القتلى بلغ 32 شخصا فيما أُصيب 24 آخرون بجروح. من بين القتلى كان رئيس فرع الأمن العسكري اللواء حسن دعبول المقرب من بشار الأسد، والعميد إبراهيم درويش رئيس فرع أمن الدولة.

## تصريحات وردود فعل

### محلياً
وقع الهجوم في وقت كانت تجري فيه المفاوضات في جنيف بين النظام والمعارضة السورية. طالب رئيس وفد النظام بشار الجعفري من المبعوث الأممي دي ميستورا بأن «يصدر بيانا يدين فيه التفجيرات الانتحارية الإرهابية التي قامت بها اليوم جبهة النصرة وشركاؤها في مدينة حمص»، وقال: «أي طرف يرفض إدانة ما جرى في حمص اليوم سنعتبره شريكا للإرهاب». وردّ رئيس وفد المعارضة نصر الحريري بالقول: «مواقفنا واضحة وصريحة في ادانة كل الإرهاب والارهابيين، ندين داعش والقاعدة وكل من ارتبط باي اجندة غير وطنية وغير سورية». وقال العقيد فاتح حسون عضو وفد المعارضة: «المنطقة التي يوجد فيها الفرع الأمني، هي منطقة أمنية خاضعة للمراقبة الدائمة، ولا يمكن أن تتم فيها أي عملية أمنية، إلا بتسهيلات من قوى أمنية أخرى تمتلك نفوذًا للوصول إلى قلب هذه المناطق».